# Даламан (аеропорт)
Аеропорт Даламан (тур. Dalaman Havalimanı) (IATA: DLM, ICAO: LTBS) — міжнародний аеропорт на південному заході Туреччини. Поряд з аеропортами Анталія та Бодрум є одним з трьох діючих аеропортів, які обслуговують цей регіон. Розташований біля однойменного міста в провінції Мугла.
Реєстрація пасажирів для вильоту виконується на двох верхніх рівнях, а прибулих пасажирів на двох нижніх рівнях.

## Інфраструктура
Вартість будівництва нового міжнародного терміналу аеропорту Даламан склала приблизно 150 мільйонів доларів. Термінал має 12 гейтів, 8 з яких обладнані телетрапами. Перон також було модернізовано, що дозволило збільшити кількість стоянок. Аеропорт здатний обслужити до 35 рейсів одночасно. Загальна площа першого поверху терміналу після реконструкції складає 95,000 м², до реконструкції площа була менш 45,000 м².

## Авіалінії та напрямки, лютий 2021
| Авіакомпанія                   | Пункт призначення |
| ------------------------------ | --- |
| Aeroflot                       | Сезонний: Москва–Шереметьєво |
| AnadoluJet                     | Анкара, Стамбул-Сабіха Гекчен Сезонний: Лондон-Станстед |
| Austrian Airlines              | Сезонний чартер: Відень |
| Aviolet                        | Сезонний чартер: Белград |
| Azerbaijan Airlines            | Сезонний: Баку |
| Azur Air                       | Сезонний чартер: Казань, Краснодар, Мінеральні Води, Москва-Внуково, Новосибірськ, Ростов-на-Дону, Ст Петербург, Самара, Уфа, Єкатеринбург                                                                                 |
| Azur Air Ukraine               | Сезонний чартер: Харків, Київ-Бориспіль, Львів, Запоріжжя |
| Belavia                        | Сезонний чартер: Мінськ |
| British Airways                | Сезонний: Лондон-Гатвік, Лондон-Хітроу |
| Corendon Airlines              | Сезонний: Кельн/Бонн, Лондон–Гатвік (з 2 квітня 2021), Манчестер (з 2 квітня 2021), Нюрнберг |
| Corendon Dutch Airlines        | Сезонний: Амстердам |
| easyJet                        | Сезонний: Белфаст, Бристоль, Единбург, Глазго, Ліверпуль, Лондон-Гатвік, Лондон-Лутон, Манчестер |
| Edelweiss Air                  | Сезонний: Цюрих |
| Enter Air                      | Сезонний чартер: Гданськ, Катовиці, Познань, Варшава-Шопен |
| GetJet Airlines                | Сезонний чартер: Вільнюс |
| I-Fly                          | Сезонний чартер: Москва-Внуково |
| Jet2.com                       | Сезонний: Белфаст, Бірмінгем, Бристоль (з 2 квітня 2021),, Східний Мідландс, Единбург, Глазго, Лідс-Бредфорд, Лондон-Станстед, Манчестер, Ньюкасл                                                                          |
| NordStar                       | Сезонний чартер: Москва-Домодєдово |
| Nordwind Airlines              | Сезонний чартер: Казань, Москва-Шереметьєво, Новосибірськ, Перм, Уфа, Волгоград, Єкатеринбург |
| Pegas Fly                      | Сезонний чартер: Сиктивкар |
| Pegasus Airlines               | Стамбул–Сабіха Гекчен Сезонний: Київ-Жуляни, Лондон–Станстед, Манчестер, Москва-Домодєдово, Тель-Авів |
| Pobeda                         | Сезонний: Москва-Внуково |
| Royal Flight                   | Сезонний чартер: Москва-Шереметьєво |
| Scandinavian Airlines          | Сезонний чартер: Копенгаген |
| SkyUp                          | Сезонний чартер: Київ-Бориспіль |
| Smartwings Poland              | Сезонний чартер: Катовиці, Познань, Варшава–Шопен, Вроцлав |
| SunExpress                     | Сезонний: Берлін, Кельн/Бонн, Франкфурт, Мюнхен |
| TUI Airways                    | Сезонний: Абердин, Белфаст, Бірмінгем, Борнмут, Бристоль, Кардіфф, Донкастер, Східний Мідландс, Единбург, Ексетер, Глазго, Лондон–Гатвік, Лондон-Лутон, Лондон-Станстед, Манчестер, Ньюкасл Норвіч Сезонний чартер: Дублін |
| TUI fly Belgium                | Сезонний: Брюссель |
| TUI fly Deutschland            | Сезонний: Дюссельдорф, Франкфурт, Ганновер, Мюнхен, Штутгарт |
| TUI fly Netherlands            | Сезонний: Амстердам |
| Turkish Airlines               | Стамбул, Лондон-Гатвік Сезонний: Манчестер (з 19 червня 2021), Москва-Внуково (з 26 квітня 2021) |
| Ukraine International Airlines | Сезонний чартер: Київ-Бориспіль, Львів |
| Ural Airlines                  | Сезонний: Москва-Домодєдово, Ростов-на-Дону |
| Windrose Airlines              | Сезонний чартер: Київ-Бориспіль |
| Wizz Air                       | Сезонний: Донкастер (з 4 квітня 2021), Лондон–Лутон (з 2 квітня 2021) |

## Статистика з пасажирообігу
Див. джерело запитів Вікіданих та джерела.